# Marine pakistanaise
La marine pakistanaise (ourdou : پاکستان بحریہ ; Pɑkistan Bahri'a) est la marine de guerre du Pakistan et représente l'une des composantes des forces armées pakistanaises. Elle est créée à la suite de la dissolution de la Royal Indian Navy après la partition de l'Inde britannique par un acte parlementaire établissant l'indépendance du Pakistan du Royaume-Uni le 14 août 1947.
Son objectif principal et sa mission sont d’assurer la défense des communications du Pakistan et de préserver les intérêts maritimes en appliquant des politiques nationales par le biais de l'exercice d’effets militaires et d’activités diplomatiques et humanitaires à l’appui de ces objectifs,. En plus de son service de guerre, la marine a mobilisé ses ressources militaires pour superviser les opérations de sauvetage humanitaire dans son pays et participer à des forces opérationnelles multinationales mandatés par l’ONU pour prévenir le terrorisme maritime au large des côtes,.
La marine pakistanaise est une force de volontaires qui a été principalement en conflit avec l'Inde voisine à deux reprises sur ses frontières maritimes et qui a été déployée à plusieurs reprises dans l'océan Indien pour servir de conseil militaire dans les États arabes et d'autres pays amis lors d'événements multinationaux dans le cadre de son engagement envers les Nations unies. L’effectif global de la marine est soutenu par les différentes divisions de la marine, y compris l’ aviation, les Marines et l’agence de la sécurité maritime — la branche de la garde côtière de la marine,,. Depuis sa création le 14 août 1947, le rôle défensif de la marine, qui était de sécuriser les compagnies maritimes et avec pour objectif de devenir la deuxième capacité de frappe du Pakistan, est capable de lancer un système de missiles sous-marins pour cibler les positions ennemies.
La Constitution du Pakistan définit le rôle du président pakistanais en tant que commandant en chef civil élu, et la marine est commandée par le chef d'état-major de la marine, nommé par celui-ci, un amiral de rang quatre étoiles, membre éminent du Comité mixte des chefs d'état-major. La marine pakistanaise est actuellement au commandement de l'amiral Zafar Mahmood Abbasi, occupant ce poste depuis le 7 octobre 2017.

## Mission
L'existence et son rôle constitutionnel sont protégés par la Constitution du Pakistan, qui joue le rôle de branche de service uniforme des Forces armées pakistanaises basée sur la marine. 

« Les forces armées défendent, sous les ordres du gouvernement fédéral, le Pakistan contre les agressions extérieures ou les menaces de guerre et, sous réserve de la loi, assistent les autorités civiles lorsque cela leur est demandé »

— Constitution du Pakistan.

## Historique

Étendard naval de la marine pakistanaise.

La Marine pakistanaise a créé un « Commandement de la force navale stratégique » en inaugurant, le 19 mai 2012, des locaux de ce nouvel état-major chargé des armes nucléaires de la Marine. Il se pourrait que cette annonce soit la confirmation de l’existence d’une version sous-marine du missile de croisière Babur/Hatf 7 capable d'être emporté par les sous-marins de la classe Agosta.

### Guerre contre le terrorisme en Afghanistan et opérations dans le Nord-Ouest (2001 – présent)

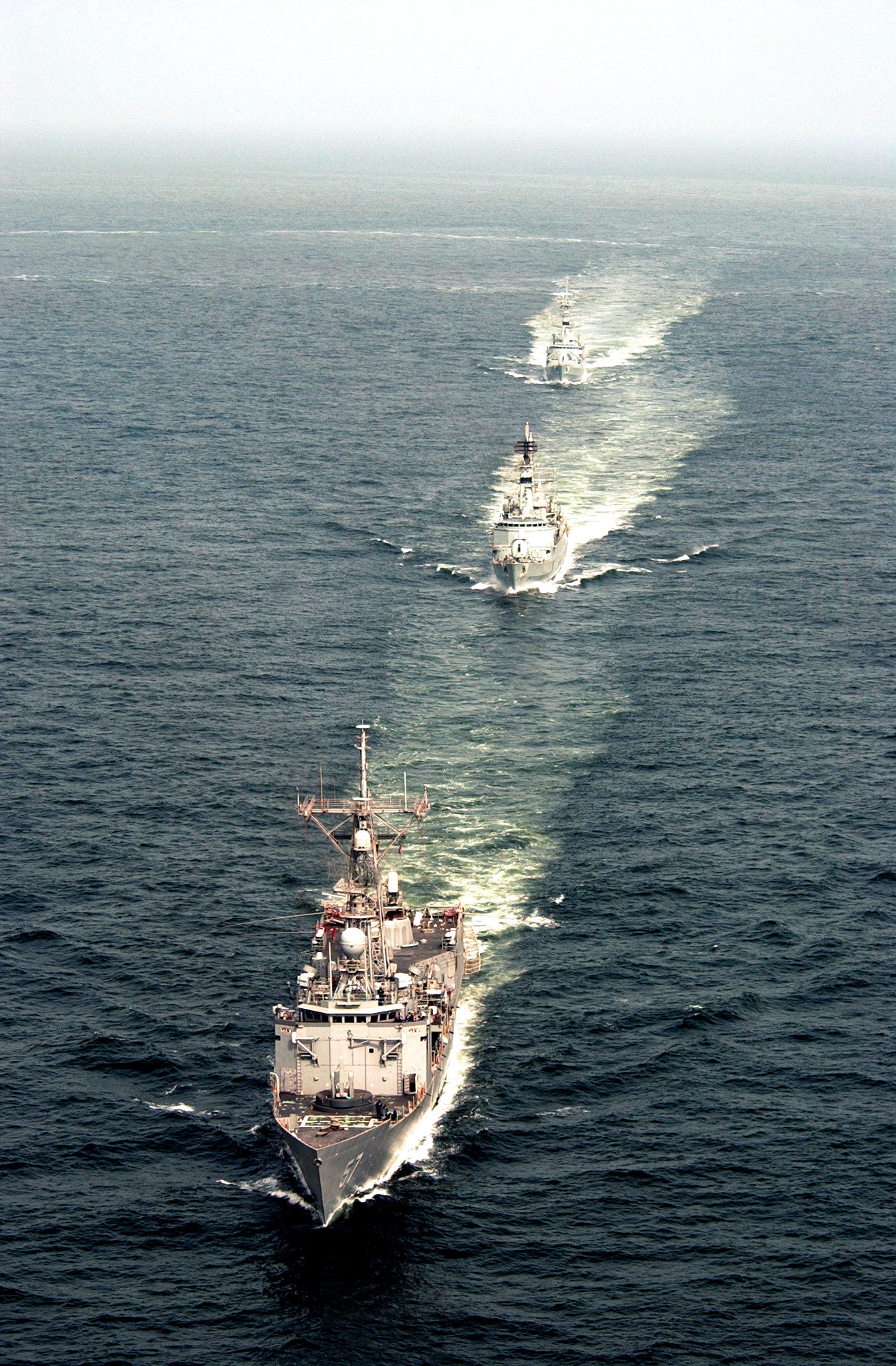
Les destroyers de missiles guidés de la classe Tariq participant à l’exercice Inspired Siren dans l’océan Indien en 2002.

Après les attentats terroristes du 11 septembre aux États-Unis, les sanctions contre le Pakistan ont finalement été levées, permettant à la marine de se procurer des systèmes d'armes et des navires de guerre construits par les États-Unis afin de retrouver sa capacité d'opérer dans l'océan Indien alors que le pays participait aux préparatifs de guerre pendant le bras de fer avec l'Inde en 2001-2002. En 2001, la marine a sérieusement envisagé de déployer l’arme nucléaire sur ses sous-marins, bien qu’aucune de ces armes n’ait jamais été déployée dans ce type de bâtiment.
En 2003-2004, plusieurs propositions ont été faites pour l’acquisition d'un porte-avions, mais l'idée a vite été rejeté par la Marine elle-même, le pays n’ayant pas aspiré à disposer d’une capacité aérienne. En 2002-2003, la marine pakistanaise a été déployée dans l'océan Indien. Elle a participé aux exercices de lutte navale contre le terrorisme depuis des plates-formes maritimes. Le pays entama des négociations avec la Chine sur la défense en vue d'une acquisition portant sur des frégates à missiles guidés F-22P, finalement construites entre 2006 et 2015. 
Depuis 2004, le déploiement de la marine dans l'océan Indien a joué un rôle crucial dans le commandement interarmées NAVCENT au Bahreïn. La force a également pris la tête des CTF-150 et CTF-151 et a activement participé à l'opération Enduring Freedom de 2006 à 2010,,. En 2008, la force opérationnelle navale et le groupe de neutralisation des engins explosifs de l'armée de l'air pakistanaise ont participé à l'Exercise Inspired Union avec l'US Navy dans l'océan Indien afin de développer des compétences en matière de prévention du terrorisme maritime.
Son déploiement dans la guerre contre le terrorisme inclut également actions dans la guerre en Afghanistan lorsque les forces spéciales de la marine furent déployées pour participer aux opérations : Black Thunderstorm, Rah-i-Nijat, Mehran et Help.
En dépit de sa mission par voie maritime, la Marine a joué un rôle actif dans le contrôle de l'insurrection dans ancienne ceinture tribale au Pakistan occidental, principalement en jouant un rôle dans la gestion de la logistique et la collecte de renseignements, ainsi que la conduite des opérations au sol avec l'armée dans les zones occidentales pour traquer Al-Qaïda. De 2010 à 2011, la marine a eu un bref conflit direct avec les talibans TTP et Al-Qaïda, et ses services de renseignement naval ont pu traquer les militants infiltrés au sein des rangs de la marine,.
Une enquête du journaliste Syed Saleem Shahzad, publiée en 2011, met en lumière l’infiltration par Al-Qaïda de la marine militaire pakistanaise.
En 2015, la marine a été déployée pour soutenir le blocus du Yémen dirigé par les Saoudiens après avoir accepté la demande de l'Arabie saoudite. Continuellement, la Marine augmente sa portée opérationnelle dans l'océan Indien et aurait réussi à entrer dans les négociations de défense avec la Turquie pour construire communément le projet MILGEM au Pakistan en 2018-2019, tout en annonçant la construction d'un programme nucléaire sous-marin.

## Flotte
La flotte de surface de la Marine pakistanaise a effectué plusieurs acquisitions depuis la fin des années 2000. La livraison des trois premières frégates du type Zulfiqar construites en Chine a eu lieu en 2009 et 2010, la 4e est en cours de réalisation à Karachi et deux autres ont été commandées en novembre 2012. L’US Navy a, en outre, livré en 2010 une frégate du type O.H. Perry et quatre autres sont prévues. Enfin deux nouveaux patrouilleurs lance-missiles aux formes furtives ont été mis en service (Azmat construit en Chine) ou vont l’être incessamment (Dehshat construit au Pakistan). La commande d’un navire de soutien logistique est annoncée début 2013 : il sera réalisé à Karachi avec l’assistance du chantier turc TMK et remplacera le vieux Moawin (ex-Poolster néerlandais). Différents autres projets d’acquisition de bâtiments d’occasion ou neufs sont également à l’étude.

### Unité de surface

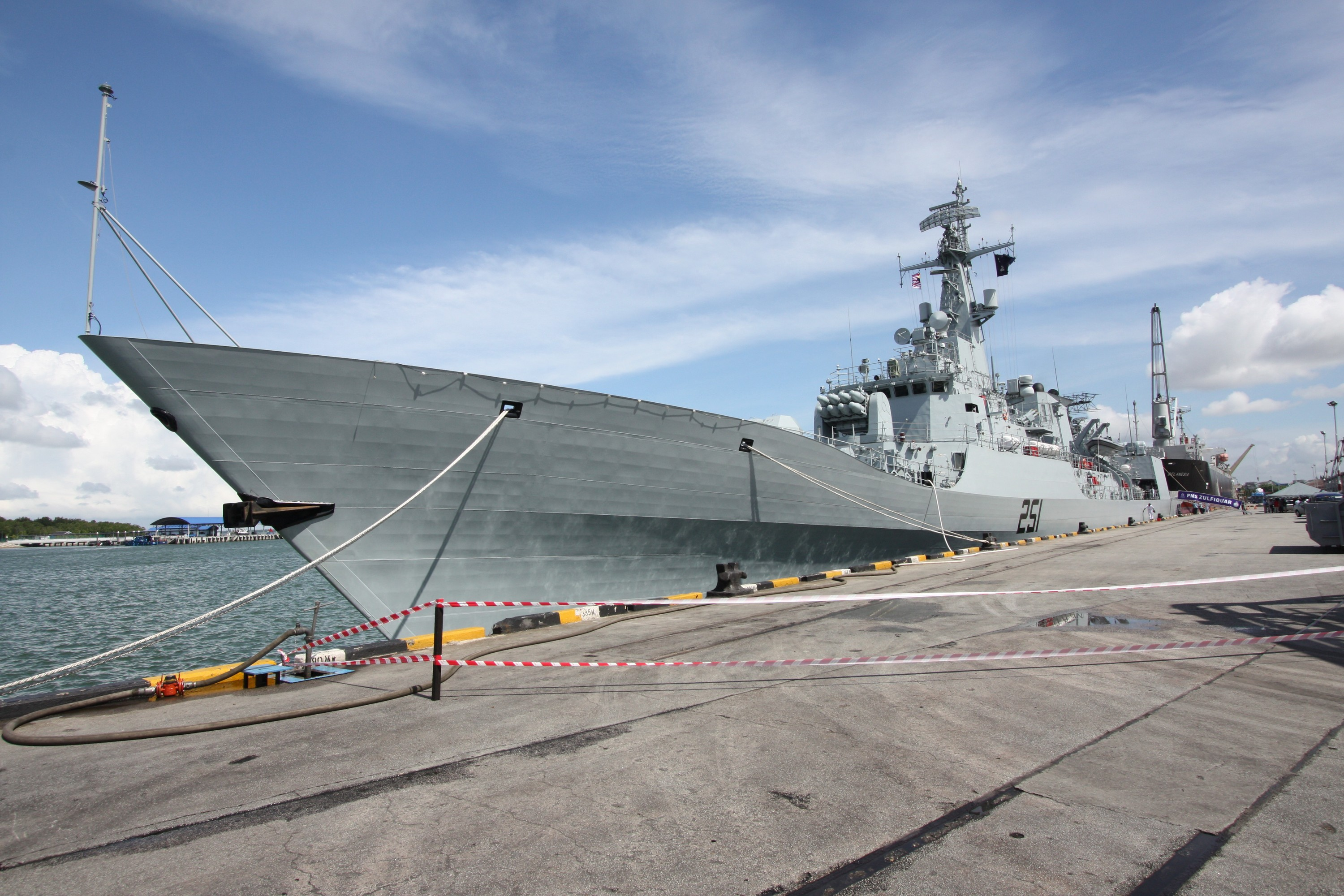
La frégate F-22P Zulfiquar à Port Klang, en Malaisie (27 août 2009).

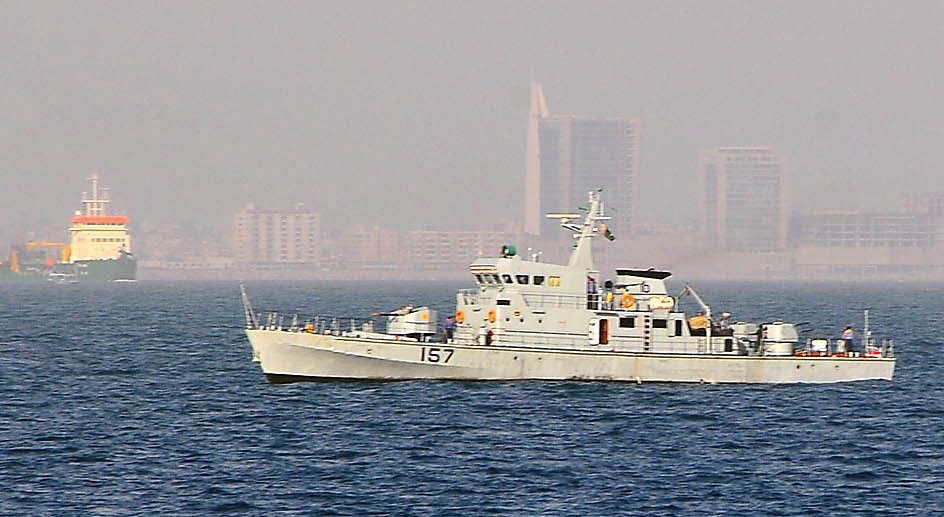
Le patrouilleur Larkana (PB 157) au large des côtes pakistanaises (9 mars 2009).

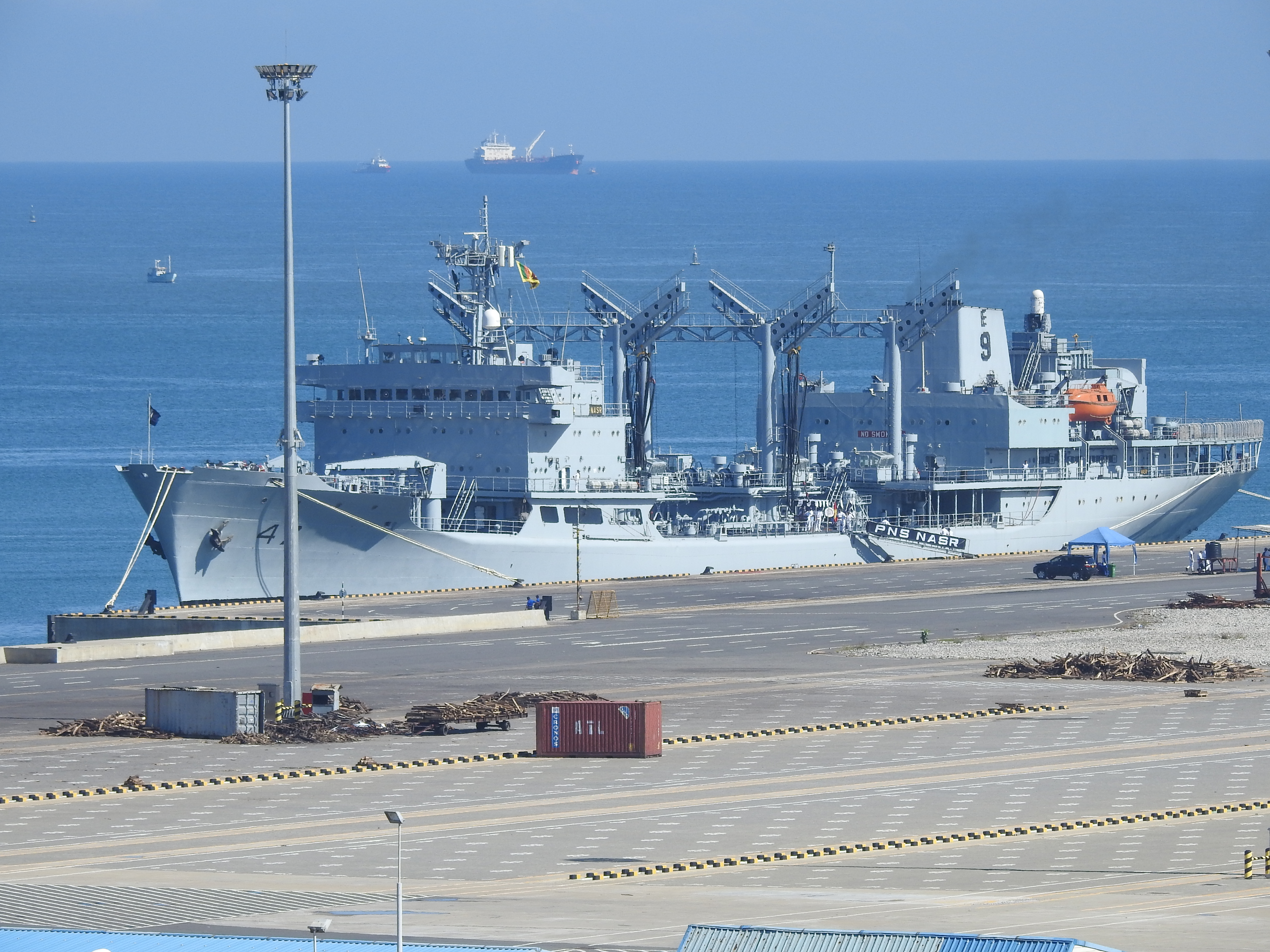
Le navire auxiliaire Nasr amarré au port de Colombo, au Sri Lanka (12 mars 2017).

| Frégate/Destroyers                | Frégate/Destroyers | Frégate/Destroyers                                                                                     | Frégate/Destroyers |
| --------------------------------- | --- | --- | --- |
| 4                                 | Classe F-22P Zulfiqar (en) - F-251 PNS Zulfiqar - F-252 PNS Shamshir - F-253 PNS Sayf - F-254 PNS Aslat                                   | 2009                                                                                                   | PNS Zulfiqar livré en août 2009 PNS Shamshir livré en décembre 2009 PNS Sayf livré le 15 septembre 2010 PNS Aslat livré le 17 août 2011 |
| 1                                 | PNS Alamgir | 2010                                                                                                   | Acquis en août 2010. |
| 6                                 | Classe Tariq (en) - F181 PNS Tariq (en) - F182 PNS Babur - F183 PNS Khaibar - F184 PNS Badr - F185 PNS Shah Jahan - F186 PNS Tippu Sultan | 1990                                                                                                   | |
| Chasseur de mines                 | | | |
| 3                                 | Classe Eridan - M164 Mujahid - M166 Munsif - M167 Muhafiz                                                                                 | Classe Eridan - M164 Mujahid - M166 Munsif - M167 Muhafiz                                              | Classe Eridan - M164 Mujahid - M166 Munsif - M167 Muhafiz                                                                               |
| Vedette lance-missiles            | | | |
| 2                                 | Classe Jalalat II - P1022 PNS Jalalat - P1024 PNS Shujat                                                                                  | Classe Jalalat II - P1022 PNS Jalalat - P1024 PNS Shujat                                               | Classe Jalalat II - P1022 PNS Jalalat - P1024 PNS Shujat                                                                                |
| 2                                 | Navire d'attaque rapide - P1023 PNS Jurrat - P1028 PNS Quwwat                                                                             | Navire d'attaque rapide - P1023 PNS Jurrat - P1028 PNS Quwwat                                          | Navire d'attaque rapide - P1023 PNS Jurrat - P1028 PNS Quwwat                                                                           |
| 2                                 | Navire d'attaque rapide - PNS Azmat (réserve) - PNS ? (en construction)                                                                   | Navire d'attaque rapide - PNS Azmat (réserve) - PNS ? (en construction)                                | Navire d'attaque rapide - PNS Azmat (réserve) - PNS ? (en construction)                                                                 |
| 1                                 | Classe Larkana - PNS Larkana | Classe Larkana - PNS Larkana                                                                           | Classe Larkana - PNS Larkana |
| 1                                 | ? - PNS Rajshahi | ? - PNS Rajshahi                                                                                       | ? - PNS Rajshahi |
| Plateformes tactiques multi-rôles | | | |
| 2                                 | MRTP-33 - PNS Zarrar - PNS Karrar | MRTP-33 - PNS Zarrar - PNS Karrar                                                                      | MRTP-33 - PNS Zarrar - PNS Karrar |
| 2                                 | MRTP-15 - P01 PNS ? - P02 PNS ? | MRTP-15 - P01 PNS ? - P02 PNS ?                                                                        | MRTP-15 - P01 PNS ? - P02 PNS ? |
| Auxiliaire                        | | | |
| 1                                 | Classe Fuqing - A47 PNS Nasr | Classe Fuqing - A47 PNS Nasr                                                                           | Classe Fuqing - A47 PNS Nasr |
| 1                                 | Classe Poolster - A20 PNS Moawin | Classe Poolster - A20 PNS Moawin                                                                       | Classe Poolster - A20 PNS Moawin |
| 2                                 | Pétrolier côtier - PNS Kalmat - PNS Gawadar                                                                                               | Pétrolier côtier - PNS Kalmat - PNS Gawadar                                                            | Pétrolier côtier - PNS Kalmat - PNS Gawadar                                                                                             |
| 1                                 | Navires hydrographiques - PNS Behr Paima                                                                                                  | Navires hydrographiques - PNS Behr Paima                                                               | Navires hydrographiques - PNS Behr Paima                                                                                                |
| 1                                 | Autre type - PNS Behr Khusha | Autre type - PNS Behr Khusha                                                                           | Autre type - PNS Behr Khusha |
| 2                                 | Petit pétrolier et utilitaires - PNS Madadgar - PNS Razad-gar                                                                             | Petit pétrolier et utilitaires - PNS Madadgar - PNS Razad-gar                                          | Petit pétrolier et utilitaires - PNS Madadgar - PNS Razad-gar                                                                           |
| Navire-école                      | | | |
| 1                                 | Classe Leander - F262 PNS Zulfiqar | Classe Leander - F262 PNS Zulfiqar                                                                     | Classe Leander - F262 PNS Zulfiqar |
| 1                                 | Rah Naward - PNS Rah Naward | Rah Naward - PNS Rah Naward                                                                            | Rah Naward - PNS Rah Naward |
| Aéroglisseur                      | | | |
| 12                                | Classe Griffon | Classe Griffon                                                                                         | Classe Griffon |
| Patrouilleur                      | | | |
| 17                                | 12 Gulf Crafts et 5 patrouilleurs américains ont été livrés gratuitement le 13 février 2010 à Karachi.                                    | 12 Gulf Crafts et 5 patrouilleurs américains ont été livrés gratuitement le 13 février 2010 à Karachi. | 12 Gulf Crafts et 5 patrouilleurs américains ont été livrés gratuitement le 13 février 2010 à Karachi.                                  |

### Unité sous-marine

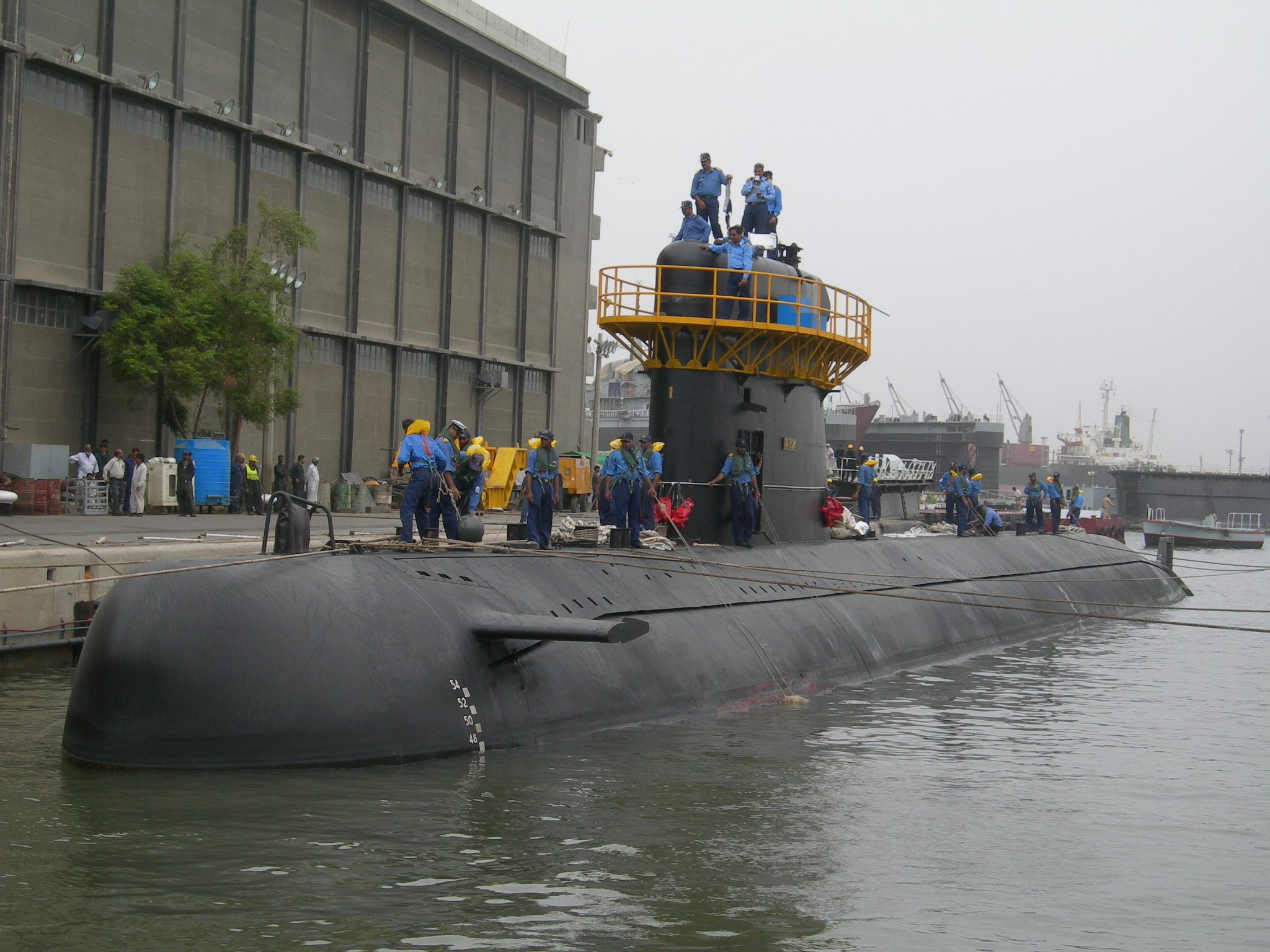
Le Hamza, sous-marin de la classe Agosta-90, au chantier naval de Karachi, en 2006.

Le Pakistan dispose en 2012 de cinq sous-marins : deux Agosta 70 (PNS/M Hasmat et Hurmat, entrés en service en 1979) et trois Agosta 90B (PNS/M Khalid, Saad et Hamza) sur lesquels l'installation de systèmes anaérobies (AIP) est en cours.
En avril 2015, le gouvernement pakistanais annonce son intention d'acquérir huit sous-marins S-20 dérivé du type 039A chinois.
| Sous-marins | |
| 3           | Classe Agosta 90B - PNS/M Khalid - PNS/M Saad - PNS/M Hamza                                                                                      |
| 2           | *Agosta 70 - PNS/M Hasmat - PNS/M Hurmat *Un contrat signé en juin 2010 avec la société française DCN pour la mise à jour de la classe Agosta 70 |

## Récompenses et décorations
| Bronze star | Bronze star · Bronze star | Bronze star · Bronze star · Bronze star | Bronze star · Bronze star · Bronze star · Bronze star |
|             |                           |                                         |                                                       |
| Bronze star | Bronze star · Bronze star | Bronze star · Bronze star · Bronze star | Bronze star · Bronze star · Bronze star · Bronze star |
|             |                           |                                         |                                                       |
|             |                           |                                         |                                                       |
|             |                           | Bronze star                             | Bronze star · Bronze star                             |
| Bronze star | Bronze star · Bronze star | Bronze star · Bronze star · Bronze star |                                                       |
| Bronze star | Bronze star · Bronze star | Bronze star · Bronze star · Bronze star | Silver star                                           |